# Antepipona vaalensis
Antepipona vaalensis är en stekelart som först beskrevs av Cameron 1905.  Antepipona vaalensis ingår i släktet Antepipona och familjen Eumenidae. Inga underarter finns listade i Catalogue of Life.